# Gimme Hope Jo'anna
Gimme Hope Jo'anna (letteralmente Dammi speranza, Jo'anna) è una canzone reggae del cantante guyanese Eddy Grant, dall'album File Under Rock.

## Descrizione
Fu un singolo di successo internazionale nel 1988, diventando un tormentone estivo in molti paesi, inclusa l'Italia. Il testo del brano è un attacco esplicito al regime sudafricano dell'apartheid; lo stesso nome "Jo'anna" è un riferimento a Johannesburg, e nel testo viene anche citata la vicina township nera di Soweto, tradizionale roccaforte della protesta anti-segregazionista e celebre per i violenti scontri fra la polizia e la popolazione. Sono anche citati Nelson Mandela e Desmond Tutu. La copertina del singolo rappresentava una cartina della regione del Gauteng, con Johannesburg al centro, e alcune immagini fotografiche, tra cui un volantino anti-segregazionista con la scritta Soweto lives, aparthate kills ("Soweto vive, l'apartheid uccide").
Come altri brani dell'epoca contro l'apartheid, il brano fu inizialmente censurato in Sudafrica. Una cover di questo brano fu realizzata dal gruppo musicale sudafricano Dr Victor and the Rasta Rebels.